# Sibthorpia peregrina
Sibthorpia peregrina är en grobladsväxtart som beskrevs av Carl von Linné. Sibthorpia peregrina ingår i släktet Sibthorpia och familjen grobladsväxter. Inga underarter finns listade i Catalogue of Life.